# Judith Klein (Schauspielerin)
Judith Rosa Klein (* 12. April 1972 in Berlin) ist eine deutsche Schauspielerin.

## Leben
Judith Rosa Klein spielte von Mitte März 2000 bis Anfang Dezember 2006 die Hauptrolle der Nadja Kunze in der Kinder- und Jugendserie Schloss Einstein. Sie wirkte in mehr als 30 Film- und Fernsehproduktionen mit. Außerdem spielte sie in den Jahren 1994 und 1995 Theater an der Komödie Frankfurt.
Sie ist außerdem eine studierte Psychologin und Kriminologin.
Klein lebt in Berlin.

## Filmografie
- 1990: Die Erbschaft
- 1992: Mutter mit 16
- 1992: Alle Tage Sonntag
- 1992: Harry und Sunny
- 1992: Praxis Bülowbogen
- 1993: Randale
- 1993: Hilfe, meine Familie spinnt
- 1994: Der Mann mit der Maske
- 1994: Der Neger Weiß
- 1994: Der Landarzt
- 1994: Is’ was, Trainer?
- 1994: Ihre Exzellenz, die Botschafterin (Fernsehserie)
- 1995:	Nächste Woche ist Frieden
- 1995/1996: Inseln unter dem Wind
- 1995: Die Drei
- 1995: Im Namen des Gesetzes
- 1996: Boom Baby Boom
- 1996: Sonst geh’ ich kaputt
- 1996: Wolffs Revier
- 1997: First Love
- 1997: Inseln unter dem Wind
- 1997: Evelyn Hamann Special
- 1998: Der Rächer der Entwurzelten
- 1998: Dr. Sommerfeld – Neues vom Bülowbogen
- 1998: Zerschmetterte Träume – Eine Liebe in Fesseln
- 1999: Herzschlag
- 1999: Alphamann
- 1999: Klinikum Berlin Mitte – Leben in Bereitschaft
- 1999: Nordseeklinik
- 1999–2006: Schloss Einstein
- 2000: Polizeiruf 110 – Böse Wetter
- 2001: Das Herz in meinem Bauch
- 2004: Wer ist der Mörder?
- 2007: Die Schmiede
- 2008: Der Flirt
- 2010: Ente à la Lucy
- 2012: The Reveal
- 2012: Meet cute, not quite
- 2013: Letzte Spur Berlin
- 2013: A New Life with Maurice 13
- 2014: The Buzzer
- 2014: Da Capo Al Fine
- 2014: Out of the Box
- 2014: Open up
- 2015: Die Therapie
- 2016: Kanun
- 2017: Fotoautomat Man
- 2017: Hotel Beatrice
- 2018: 4 Blocks (Fernsehserie, 3 Folgen)
- 2018: Die Tat ist der Feind des Gedankens
- 2022: Neighbours

## Theater
- 1994/1995: Das Haus in Montevideo (Die Komödie, Frankfurt am Main)